# Marley & Eu
Marley & Eu (no original em inglês Marley and Me. Life and Love with the World's Worst Dog) é um livro dos Estados Unidos considerado best seller escrito pelo escritor e jornalista norte-americano John Grogan, baseado numa história real, que conta a vida e o amor de seu dono pelo "Pior Cão do Mundo".
Através de uma narrativa em primeira pessoa, John Grogan relata a história real de seu cachorro da raça labrador  chamado Marley e sua participação durante treze anos na sua vida, juntamente com os seus três filhos: Patrick, Connor e Colleen.